# توربین بادی داریوس

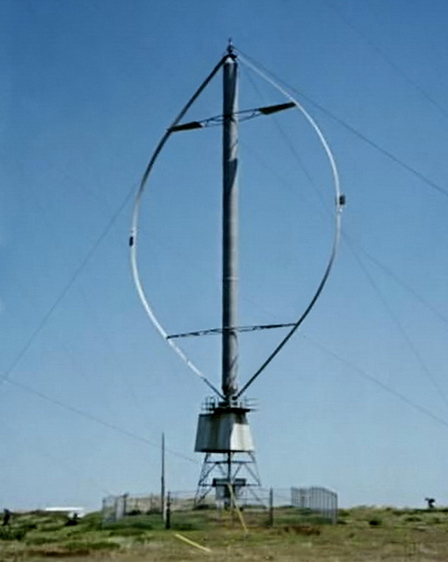
شکل ۱: یک توربین بادی داریوس که زمانی برای تولید برق در جزایر مگدالن استفاده می‌شد

توربین بادی داریوس نوعی توربین بادی محور عمودی (VAWT) است که برای تولید برق از انرژی باد استفاده می‌شود. توربین از تعدادی پره آئروفویل خمیده تشکیل شده است که بر روی یک شفت یا چارچوب چرخان نصب شده‌اند. انحنای پره‌ها باعث می‌شود که پره در سرعت‌های چرخشی بالا فقط در حالت کششی تحت تنش قرار گیرد. چندین توربین بادی نزدیک به هم وجود دارند که از پره‌های مستقیم استفاده می‌کنند. این طرح توربین توسط ژرژ ژان ماری داریوس، مهندس هوانوردی فرانسوی، به ثبت رسید؛ ثبت اختراع در ۱ اکتبر ۱۹۲۶ انجام شد. مشکلات عمده‌ای در محافظت از توربین داریوس در برابر شرایط باد شدید وجود دارد. و در خود-آغازگر ساختن آن.

## روش کار

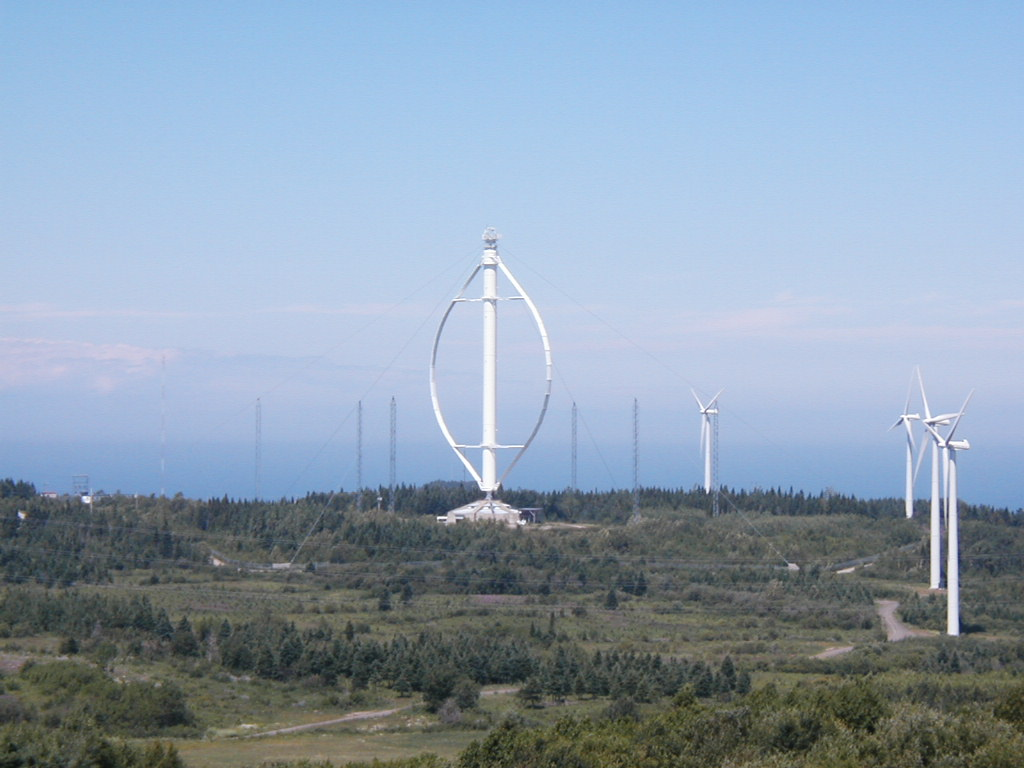
شکل ۲: یک توربین بادی بسیار بزرگ داریوس در شبه جزیره گاسپه، کبک، کانادا

در نسخه‌های اصلی طرح داریوس، ایرفویل‌ها طوری چیده شده‌اند که متقارن باشند و زاویهٔ ریگلاژ صفر داشته باشند، یعنی زاویه‌ای که ایرفویل‌ها نسبت به سازه‌ای که روی آن نصب شده‌اند، تنظیم می‌شوند. این چیدمان صرف نظر از جهت وزش باد، به یک اندازه مؤثر است - برخلاف نوع مرسوم که باید چرخانده شود تا رو به باد باشد.
وقتی روتور داریوس می‌چرخد، ایرفویل‌ها در یک مسیردایره‌ای در هوا به جلو حرکت می‌کنند. نسبت به پره، این جریان هوای ورودی به صورت برداری به باد اضافه می‌شود، به طوری که جریان هوای حاصل، یک زاویه حمله مثبت کوچک و متغیر به پره ایجاد می‌کند. این باعث ایجاد یک نیروی خالص می‌شود که به صورت مورب به جلو در امتداد یک «خط عمل» خاص هدایت می‌شود. این نیرو می‌تواند در فاصله مشخصی به سمت داخل و از کنار محور توربین عبور کند و گشتاور مثبتی به شفت بدهد و به این ترتیب به چرخش آن در جهتی که از قبل در آن حرکت می‌کند، کمک کند. اصول آیرودینامیکی که روتور را می‌چرخاند، معادل اصول آیرودینامیکی در اتوژیروها و هلیکوپترهای معمولی در چرخش خودکار است.
با حرکت ایرفویل در پشت دستگاه، زاویه حمله به علامت مخالف تغییر می‌کند، اما نیروی تولید شده هنوز به صورت مورب در جهت چرخش است، زیرا بال‌ها متقارن هستند و زاویه ریگلاژ صفر است. روتور با سرعتی غیرمرتبط با سرعت باد و معمولاً چندین برابر سریع‌تر می‌چرخد. انرژی ناشی از گشتاور و سرعت را می‌توان با استفاده از یک ژنراتور الکتریکی استخراج و به توان مفید تبدیل کرد.
اصطلاحات هوانوردی لیفت و درگ، به‌طور دقیق، به ترتیب نیروهایی در عرض و در امتداد جریان هوای نسبی خالص نزدیک‌شونده هستند، بنابراین در اینجا کاربردی ندارند. نیروهای مؤثر، نیروی نسبتاً مماسی هستند که تیغه را به اطراف می‌کشد، و نیروی شعاعی که در خلاف جهت یاتاقان‌ها عمل می‌کند.
وقتی روتور ثابت است، هیچ نیروی چرخشی خالصی ایجاد نمی‌شود، حتی اگر سرعت باد بسیار بالا برود - روتور باید از قبل در حال چرخش باشد تا گشتاور تولید کند؛ بنابراین این طرح معمولاً خود به خود راه اندازی نمی‌شود. در شرایط نادر، روتورهای داریوس می‌توانند خودبه‌خود روشن شوند، بنابراین نوعی ترمز برای نگه‌داشتن آن در هنگام توقف لازم است.
یکی از مشکلات طراحی این است که زاویه حمله با چرخش توربین تغییر می‌کند، بنابراین هر پره حداکثر گشتاور خود را در دو نقطه از چرخه خود (جلو و عقب توربین) تولید می‌کند. این منجر به یک چرخه توان سینوسی (ضربان‌دار) می‌شود که طراحی را پیچیده می‌کند. به‌طور خاص، تقریباً همه توربین‌های داریوس حالت‌های رزونانسی دارند که در آنها، در یک سرعت چرخشی خاص، پالس‌ها در فرکانس طبیعی پره‌ها هستند که می‌تواند باعث (در نهایت) شکستن آنها شود. به همین دلیل، اکثر توربین‌های داریوس دارای ترمزهای مکانیکی یا سایر دستگاه‌های کنترل سرعت هستند تا از چرخش توربین با این سرعت‌ها برای مدت طولانی جلوگیری کنند.
مشکل دیگری که پیش می‌آید این است که بیشتر جرم مکانیزم چرخشی در محیط آن است، نه در مرکز آن، همان‌طور که در پروانه این اتفاق می‌افتد. این امر منجر به تنش‌های گریز از مرکز بسیار بالا بر روی مکانیزم می‌شود که برای تحمل آنها باید قوی‌تر و سنگین‌تر از حالت‌های دیگر باشد. یک رویکرد رایج برای به حداقل رساندن این امر، منحنی کردن بال‌ها به شکل "تخم‌مرغ‌زن" است (به این شکل " تروپوسکین " می‌گویند که از کلمه یونانی به معنای "شکل طناب تابیده" گرفته شده است) به طوری که آنها خودکفا باشند و نیازی به تکیه‌گاه‌ها و پایه‌های سنگین نداشته باشند. شکل ۱ را ببینید.
در این پیکربندی، طرح داریوس از نظر تئوری ارزان‌تر از نوع مرسوم است، زیرا بیشتر تنش در پره‌هایی است که به ژنراتور واقع در پایین توربین گشتاور وارد می‌کنند. تنها نیروهایی که باید به صورت عمودی متعادل شوند، بار فشاری ناشی از خم شدن پره‌ها به سمت بیرون (و در نتیجه تلاش برای «فشردن» برج) و نیروی باد است که سعی می‌کند کل توربین را واژگون کند، که نیمی از آن به پایین منتقل می‌شود و نیمی دیگر را می‌توان به راحتی با سیم‌های مهار جبران کرد.
در مقابل، در یک طراحی مرسوم، تمام نیروی باد سعی می‌کند برج را از بالا، جایی که یاتاقان اصلی قرار دارد، به پایین هل دهد. علاوه بر این، نمی‌توان به راحتی از سیم‌های مهار برای جبران این بار استفاده کرد، زیرا پروانه هم در بالا و هم در پایین بالای برج می‌چرخد؛ بنابراین، طراحی مرسوم به یک برج قوی نیاز دارد که با افزایش اندازه پروانه، به‌طور چشمگیری افزایش یابد. طرح‌های مدرن می‌توانند بیشتر بارهای برج را با سرعت و گام متغیر جبران کنند.
در مقایسه کلی، اگرچه مزایایی در طراحی داریوس وجود دارد، اما معایب بسیار بیشتری نیز وجود دارد، به خصوص در مورد ماشین‌های بزرگتر در کلاس MW. طرح داریوس از مواد بسیار گران‌تری در تیغه‌ها استفاده می‌کند، در حالی که بیشتر تیغه برای دادن قدرت واقعی به زمین خیلی نزدیک است. در طرح‌های سنتی فرض می‌شود که نوک بال در پایین‌ترین نقطه حداقل ۴۰ متر از زمین فاصله دارد تا تولید انرژی و طول عمر به حداکثر برسد. تاکنون هیچ ماده شناخته‌شده‌ای (حتی فیبر کربن) وجود ندارد که بتواند الزامات بارگذاری چرخه‌ای را برآورده کند.

## توربین بالابر فعال

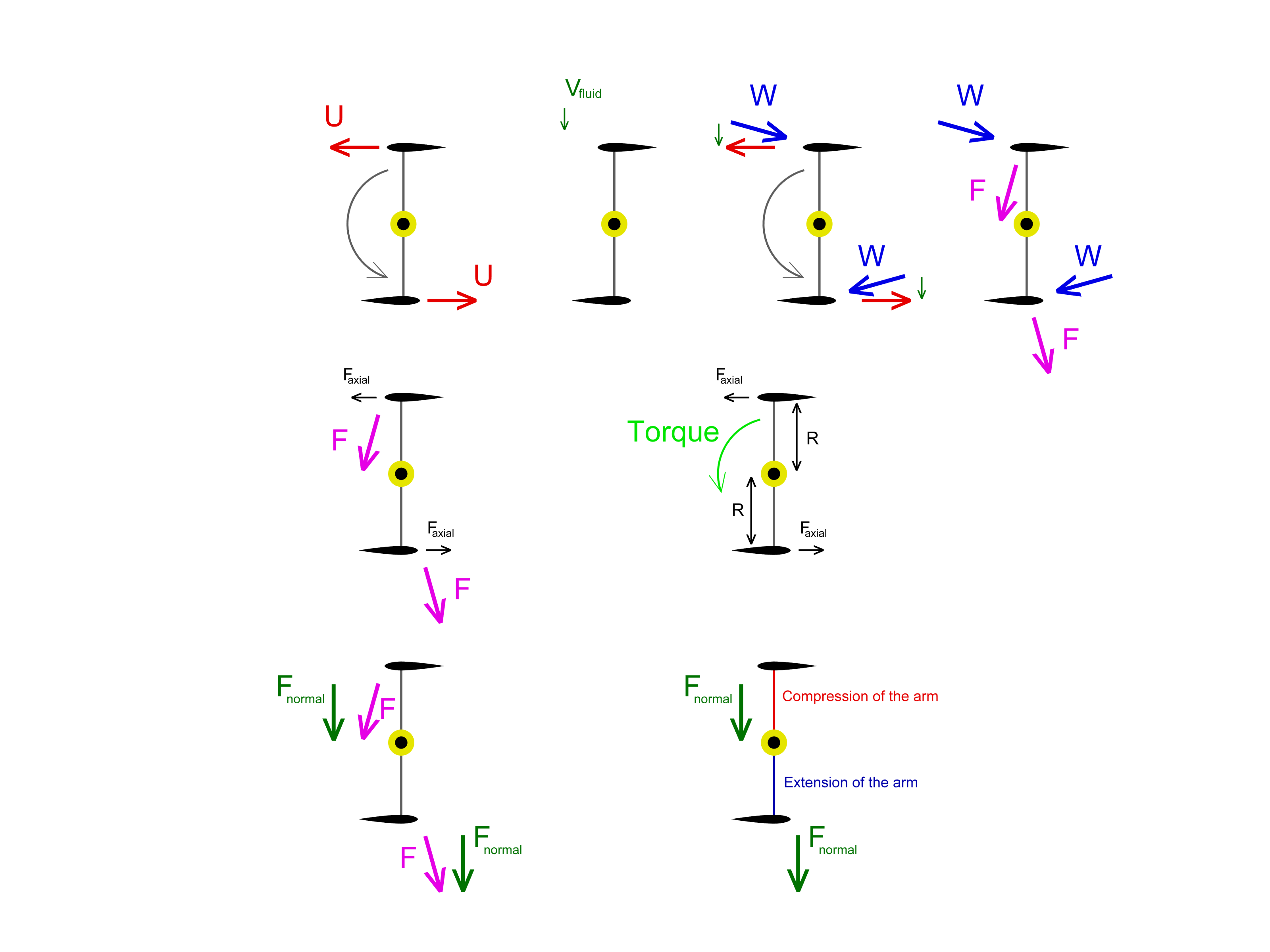
شکل ۵: توربین لیفت فعال - نیروی محوری و عمودی

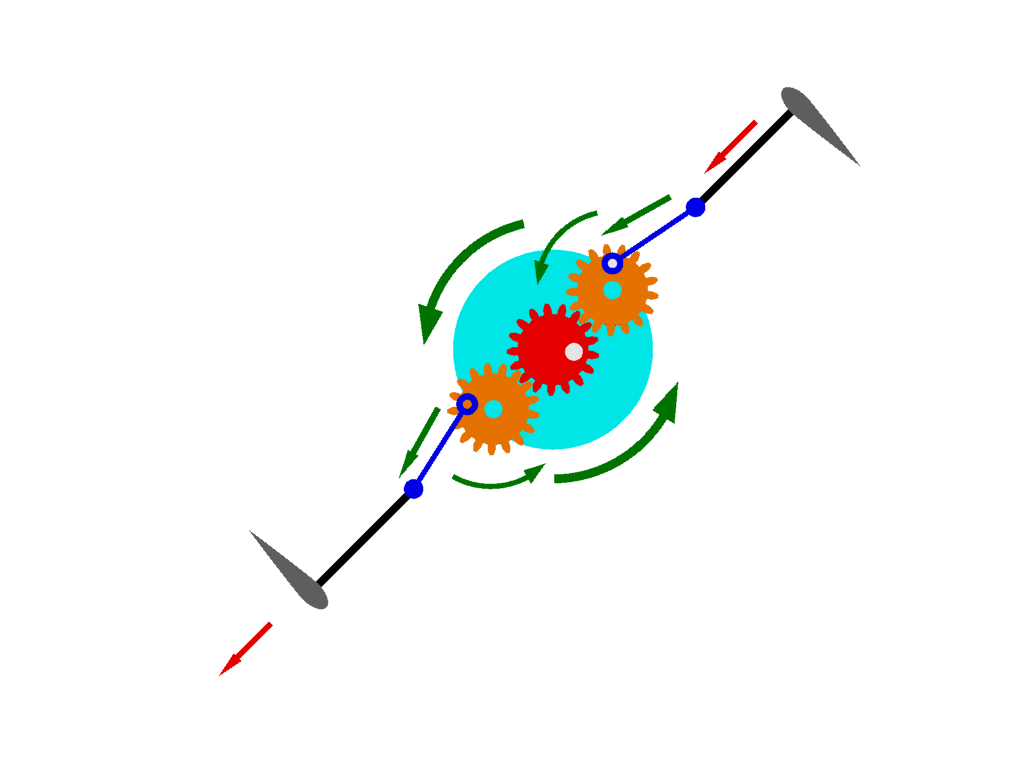
شکل ۶: توربین بالابر فعال - سیستم میل لنگ.

سرعت نسبی نیرویی را روی تیغه ایجاد می‌کند. این نیرو را می‌توان به نیروی محوری و عمودی تجزیه کرد (شکل ۵). در مورد توربین داریوس، نیروی محوری مرتبط با شعاع، گشتاور ایجاد می‌کند و نیروی عمودی به ازای هر نیم دور چرخش، به‌طور متناوب تنشی، یک تنش فشاری و یک تنش کششی، روی بازو ایجاد می‌کند. با سیستم میله میل لنگ (شکل ۶)، اصل توربین لیفت فعال تبدیل این محدودیت جایگزین به یک بازیابی انرژی اضافی است.